# صفحه‌کلید تابشی

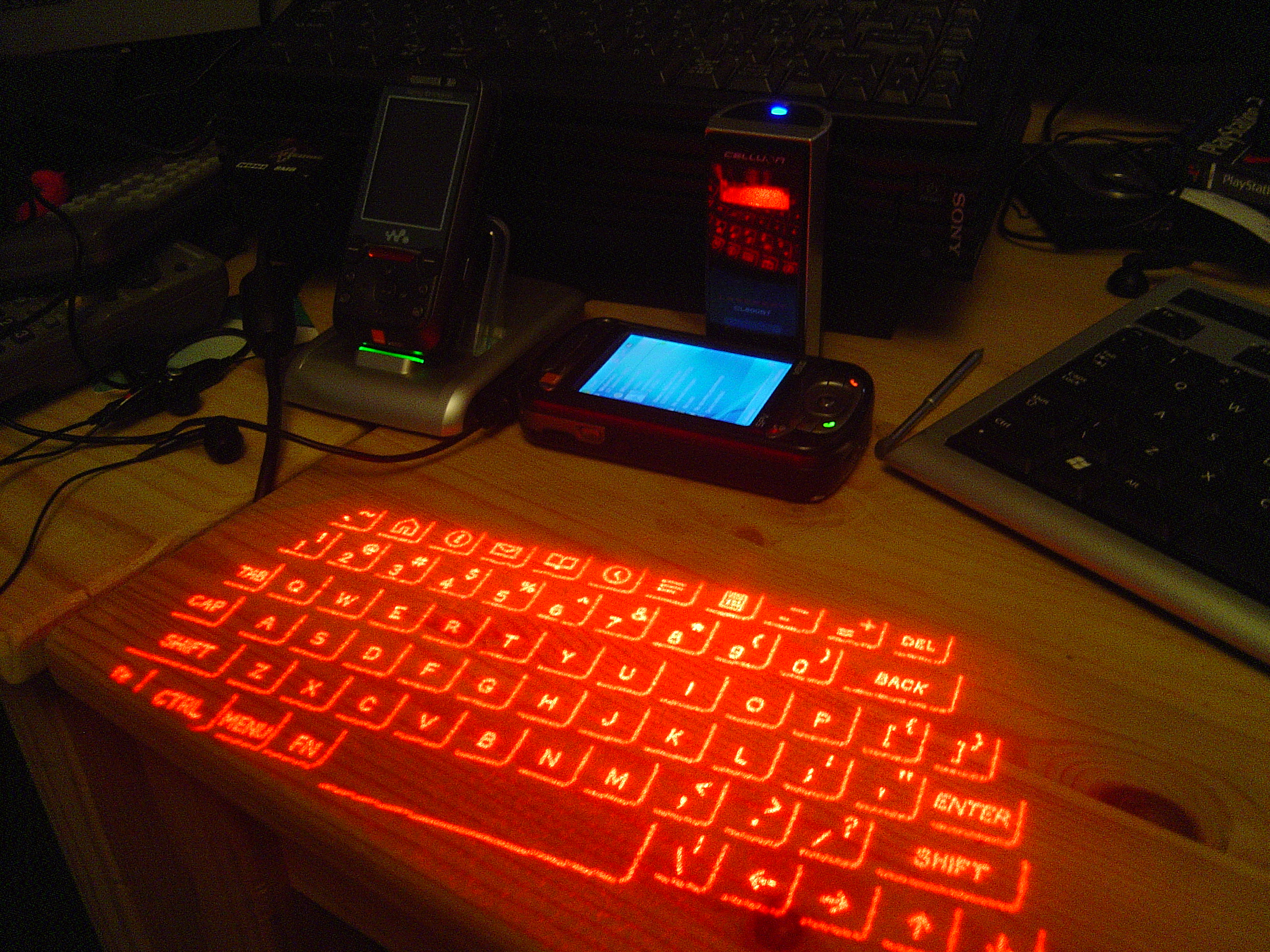

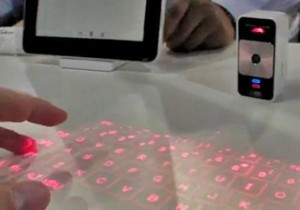

صفحه‌کلید تابشی نوعی صفحه کلید کامپیوتر است که در واقع تصویر یک صفحه کلید مجازی است که بر روی یک سطح تابانده میشود. 